# Khieu Ponnary
Khieu Ponnary (in khmer: ខៀវ ពណ្ណារី; Provincia di Battambang, 3 febbraio 1920 – Pailin, 1º luglio 2003) è stata una rivoluzionaria cambogiana.
Fu la prima moglie di Pol Pot, sorella di Khieu Thirith e cognata di Ieng Sary.

## Biografia
Khieu Ponnary nacque nel 1920 nella provincia di Battambang. Suo padre era un giudice cambogiano che abbandonò la famiglia durante la seconda guerra mondiale, scappando a Battambang con una principessa cambogiana. Studiò al liceo Sisowath come sua sorella minore Khieu Thirith e i loro futuri mariti Ieng Sary e Saloth Sar (in seguito Pol Pot). Si diplomò nel 1940 divenendo la prima donna cambogiana a sostenere l'esame di maturità.
Nel 1949 lasciò la Cambogia dove studiò linguistica khmer.  A Parigi sua sorella sposò Ieng Sary nel 1951 e prese il suo nome, diventando Ieng Thirith. Ritornata in Cambogia, sposò Saloth Sar (in seguito Pol Pot) il giorno della presa della Bastiglia nel 1956. Insieme, le due sorelle e i loro mariti divennero in seguito noti come la banda dei Quattro della Cambogia, un riferimento al gruppo radicale guidato da Jiang Qing, la vedova di Mao Zedong. Ponnary tornò al liceo Sisowath come insegnante, mentre suo marito insegnò al Chamraon Vichea.
Le informazioni sul suo ruolo nelle attività di partito durante gli anni '60 sono frammentarie. Tuttavia fu la segretaria del partito per la provincia di Kampong Thom nel 1973 e presidente dell'Associazione delle donne democratiche della Kampuchea nel 1976.
Soffrì di schizofrenia cronica, divenendo estremamente paranoica a tal punto da convincersi che i vietnamiti stessero cercando di assassinare lei e suo marito. Pol Pot divorziò da lei nel 1979 dopo l'invasione vietnamita e si risposò.

Nel 1996 Ponnary, insieme alla sorella e al cognato, ottenne l'amnistia dall'accusa da parte del governo cambogiano. Fu assistita da sua sorella e dal cognato Ieng Sary. Quest'ultimo disse: 
Morì a Pailin nel 2003 all'età di 83 anni.